# رأس برج القسطيل
| رأس برج قسطيل |

رأس بُرْج القَسْطِيل أو رأس القسطيل هو رأس يقع بجنوب شرقي جزيرة جربة التونسية. وبه حصن أثري يرجع إلى فترة سيطرة مملكة صقلية على الجزيرة في القرن الثالث عشر الميلادي. وقد تم اصلاحه بأمر من درغوث رئيس وهو أمير بحر عثماني وذلك في القرن السادس عشر الميلادي.